# Anaa (municipi)
Anaa és un municipi de la comarca de Tuamotu-Gambier de la Polinèsia Francesa, situada al centre de l'arxipèlag.
El municipi consta de dos pobles associats, Anaa i Faaite, més dos atols deshabitats que depenen de Faaite. El cap de la comarca és Tukuhora, a l'atol d'Anaa. Està separat a una distància d'uns seixanta quilòmetres dels altres tres atols que formen una alineació al nord-est.
| Illes                       | Capital  | Habitants (2007) | Superfície (km²) | Llacuna (km²) | Coordenades                                |
| --------------------------- | -------- | ---------------- | ---------------- | ------------- | ------------------------------------------ |
| Anaa                        | Tukuhora | 461              | 37,7             | 105           | 17° 20′ S, 145° 30′ O / 17.333°S,145.500°O |
| Municipi associat de Faaite |          |                  |                  |               |                                            |
| Faaite                      | Hitianau | 366              | 8,9              | 230           | 16° 43′ S, 145° 19′ O / 16.717°S,145.317°O |
| Motutunga                   | -        | -                | 1,4              | 126           | 17° 4′ S, 144° 17′ O / 17.067°S,144.283°O  |
| Tahanea                     | -        | -                | 8,3              | 545           | 16° 50′ S, 144° 45′ O / 16.833°S,144.750°O |
| Municipi d'Anaa             | Tukuhora | 827              | 55,65            | 1.006         |                                            |